# Моран Мор Кирилл Баселиос
Моран Мор Кирилл Баселиос (англ. Moran Mor Cyril Baselios, 16 августа 1935, Пандалам, Траванкор — 18 января 2007, Тируванантапурам) — первый верховный архиепископ Сиро-маланкарской католической церкви.

## Биография
Джеймс Маланчарувил родился 16 августа 1935 года в Пандаламе в семье Матаи и Алеямма Маланчарувил, кроме него в семье было еще пятеро сыновей. Для всех шести братьев религия играла большую роль, и они решили посвятить свою жизнь служению церкви. Епископ Мар Иваниос направил его в Вифанийский ашрам, где тот принял обет 18 марта 1953 года и взял себе монашеское имя Кирилл. Изучал философию и теологию в Риме, в папской академии Pontifical Athenaeum Regina Apostolorum. После возвращения в Кералу Кирилл возглавил несколько миссионерских центров в Тривандруме.
После этого Кирилл был направлен в Папский Григорианский Университет в Риме для продолжения обучения, где изучал каноническое право. Его диссертация под названием «Сиро-маланкарская церковь» исследовала особый каннонический статус Сиро-маланкарской католической церкви. По возвращении из Рима был назначен профессором в апостольскую семинарию Святого Фомы в Коттояме. В 1970 году Кирилл был послан в Университет Святого Иоанна в Нью-Йорке для изучения психологии.
28 октября 1978 году Кирилл был назначен епископом епархии Батери, 28 декабря 1978 года состоялось рукоположение. Кирилл был рукоположен Бенедиктом Мар Грегориосом и принял имя Кирилл Мар Баселиос.
В 1989 году Кирилл стал членом Конгрегации по делам Восточных Церквей, принимал участие в качестве представителя Индии в Конференции епископов Азии в 1990, которая проходила в Индонезии. Он становился президентом Конференции католических епископов Индии дважды.
После смерти архиепископа Бенедикта Мар Грегориоса занял место администратора Сиро-маланкарской католической церкви. 29 ноября 1995 года папа Иоанн Павел II назначил его новым архиепископом Тривандрума. 14 декабря 1995 года прошло его рукоположение, паллий был получен 9 января 1996 года в Ватикане.
Благодаря работе Кирилла Сиро-маланкарская церковь получила статус Верховного архиепископства 10 января 2005 года, а верховный архиепископ — титул католикоса.
Кирилл Мар Баселиос имел хорошие экуменические отношения с Индийской православной церковью, Сирийской православной церковью и яковитами. Моран Мор Кирилл Беселиос умер от сердечного приступа 18 января 2007 года в Тривандруме.